# Alysicarpus ovalifolius
Alysicarpus ovalifolius är en ärtväxtart som först beskrevs av Julius Heinrich Karl Schumann, och fick sitt nu gällande namn av Emery Clarence Leonard. Alysicarpus ovalifolius ingår i släktet Alysicarpus och familjen ärtväxter. Inga underarter finns listade i Catalogue of Life.